# Lilly (Eure)
Lilly ist eine französische Gemeinde mit 74 Einwohnern (Stand: 1. Januar 2022) im Département Eure in der Region Normandie (vor 2016 Haute-Normandie). Sie gehört zum Arrondissement Les Andelys und zum Kanton Romilly-sur-Andelle. Die Einwohner werden Lilliaciens genannt.

## Geographie
Lilly liegt etwa 43 Kilometer ostsüdöstlich von Rouen. Umgeben wird Lilly von den Nachbargemeinden Fleury-la-Forêt im Norden, Bosquentin im Osten, Morgny im Süden sowie Beauficel-en-Lyons im Westen.

## Bevölkerungsentwicklung
| Jahr                       | 1962 | 1968 | 1975 | 1982 | 1990 | 1999 | 2006 | 2019 |
| Einwohner                  | 155  | 139  | 117  | 95   | 77   | 74   | 75   | 77   |
| Quellen: Cassini und INSEE |      |      |      |      |      |      |      |      |

## Sehenswürdigkeiten

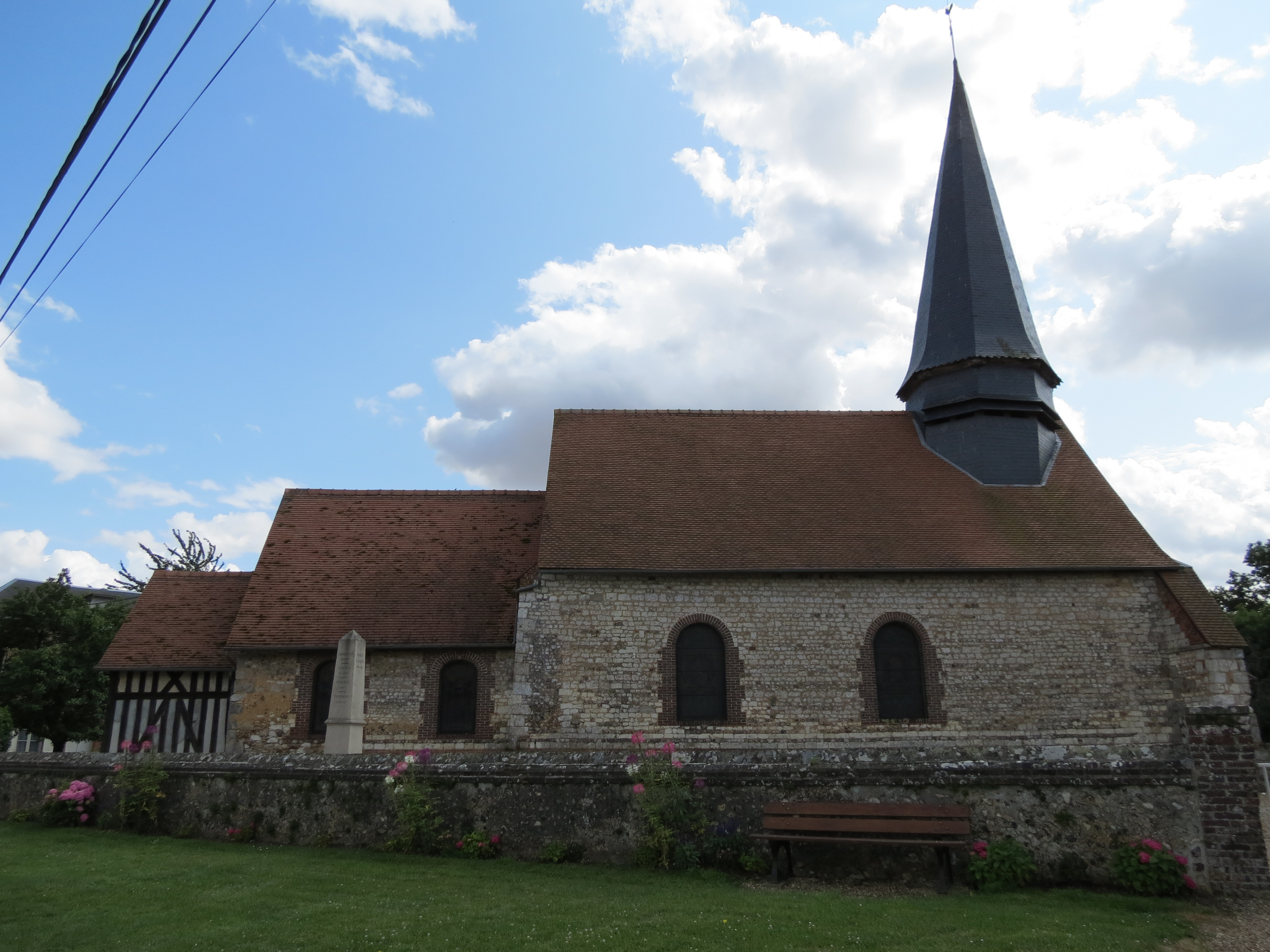
Kirche Saint-Pierre-et-Saint-Paul

- Kirche Saint-Pierre-et-Saint-Paul
- Schloss aus dem 17. Jahrhundert
- Schloss Maupertuis